# Nowy cmentarz żydowski w Krasnobrodzie
Nowy cmentarz żydowski w Krasnobrodzie – został założony na początku XIX wieku w Krasnobrodzie na niewielkim wzgórzu przy ulicy Kościuszki (dawnej św. Rocha), na drodze prowadzącej do Józefowa. Wskutek dewastacji z okresu II wojny światowej do naszych czasów zachowały się jedynie fragmenty dwóch nagrobków. Teren kirkutu porośnięty jest obecnie lasem. Powierzchnia cmentarza wynosi 2,92 ha.